# Johann Peter Falck
Pour les articles homonymes, voir Peter et Falck (homonymie).
Johann Peter Falck est un botaniste suédois, né le 20 janvier 1732 à Kockstorp (province de Gothie occidentale) et décédé à Kazan (Russie) le 31 mars 1774. Il est considéré comme un proche disciple de Linné.

## Biographie
Johann Peter Falck, fils du conseiller judiciaire Peter Flack et de Beata Winge, est né le 20 janvier 1732 à Kockstorp. Il va au gymnase de Skara, puis s'inscrit à l'université d'Uppsala auprès de Carl von Linné (1707-1778) le 6 septembre 1751. Il devient le précepteur de son fils Carl. En 1760, il prévoit de se rendre en Arabie avec Pehr Forsskål, mais le voyage de Falck s'arrête à Copenhague. Il termine ses études avec le grade de docteur en médecine en 1762. Falck se rend à Saint-Pétersbourg en septembre 1763 où il est curateur du Cabinet d'histoire naturelle de Kruse. Sous la recommandation de Linné, il devient directeur du jardin apothicaire de Saint-Pétersbourg et professeur de médecine et de botanique en 1765. Il correspond avec Linné et ils échangent des graines et des spécimens botaniques.
Il participe, du 5 septembre 1768 à sa mort le 31 mars 1774, à l'expédition commanditée par l'Académie impériale des sciences de Russie menée jusqu'en Sibérie par Peter Simon Pallas (1741-1811). Elle est divisée en deux groupes principaux, celui d'Orenbourg et celui d'Astrakhan, selon le but du voyage. Le premier est dirigé par Pallas lui-même et comprend Ivan Lepekhine et Falck qui ensuite suivent leurs propres itinéraires. Le second comprend Samuel Gottlieb Gmelin et Johann Anton Güldenstädt. Falck et ses hommes partent de Saint-Pétersbourg le 5 septembre 1768. Il est accompagné des étudiants Ivan Bykov, Stepan Kachkarev et Mikhaïl Lebedev, ainsi que de Christophore Bardanes qui sert à la fois d'illustrateur et de taxidermiste et enfin de plusieurs Jäger. Falck reçoit en qualité d'académicien ordinaire le traitement annuel de 800 roubles, somme confortable pour l'époque.
L'itinéraire de l'expédition de Falck passe par la région de la Volga, les steppes de la mer Caspienne, puis l'Oural méridional et plus loin vers la Sibérie occidentale, jusqu'aux contreforts de l'Altaï et la région de Barnaoul. Ensuite l'expédition rebrousse chemin vers Tobolsk, Tioumen, Ekaterinbourg et Kazan. Falck est malade et s'adonne à l'opium. Il passe par la Basse-Volga et part reprendre des forces à Mozdok, puis retourne à Kazan. Il récolte au cours de toute cette expédition un grand nombre de spécimens botaniques et d'informations géographiques, notamment dans l'Oural et auprès des peuplades kirghizes avec Johann Gottlieb Georgi qui lui sert de compagnon et de médecin personnel et qui est arrivé à la fin de 1770. En 1772, l'académie décide de nommer Georgi chef de ce groupe (avec l'accord de Pallas qui passe l'hiver à Krasnoïarsk), à cause de la santé nerveuse défaillante de Falck. Ce dernier ne se presse pas de rentrer à Saint-Pétersbourg. Il écrit à Euler en partant d'Astrakhan que sa santé s'améliore. Mais en fait son état empire au début de l'année 1774.
Déprimé, hypocondriaque et opiomane, Falck se suicide d'un coup de pistolet à Kazan au printemps 1774. Georgi se charge des formalités funéraires et envoie Bardanes à Saint-Pétersbourg avec les Jäger. Falck aura été l'apôtre de Linné qui aura réalisé le plus long voyage par voie de terre.

## Publications
Les notes de Johann Peter Falck ont été publiées en allemand dans le compte rendu de voyage de Johann Gottlieb Georgi (1729-1802), sous le titre Beyträge zur topographischen Kenntnis des russischen Reichs (publication en trois tomes en 1785-1786). Ses collections et ses travaux sont recueillis après sa mort par Georgi et Laxmann. Ses notes ne sont pas tenues dans un journal régulier, mais sur des papiers épars écrits en allemand, en suédois ou en latin et Georgi met plusieurs années à les mettre en ordre et à les transcrire.

## Hommages
L'Université d'Uppsala lui décerne le titre de docteur honoris causa en 1772. Carl Peter Thunberg (1743-1828) lui a dédié, en 1776, le genre botanique Falckia de la famille des Convolvulacées.